# MTV Movie Award alla miglior performance femminile
L'MTV Movie Award per la migliore performance femminile (MTV Movie Award for Best Female Performance) è un premio cinematografico statunitense assegnato annualmente dal 1992.
Nelle edizioni del 2006 e del 2007 il riconoscimento al miglior interprete maschile e alla migliore interprete femminile sono stati riuniti in un unico premio per la migliore performance (Best Performance). Nel 2017 questi due premi sono stati condensati nuovamente nella categoria miglior attore/attrice in un film.

## Vincitori e candidati
I vincitori sono indicati in grassetto, a seguire gli altri candidati.

### Anni 1992-1999
- 1992: Linda Hamilton - Terminator 2 - Il giorno del giudizio (Terminator 2: Judgment Day)
  - Geena Davis - Thelma & Louise
  - Rebecca De Mornay - La mano sulla culla (The Hand That Rocks the Cradle)
  - Mary Elizabeth Mastrantonio - Robin Hood - Principe dei ladri (Robin Hood: Prince of Thieves)
  - Julia Roberts - Scelta d'amore - La storia di Hilary e Victor (Dying Young)
- 1993: Sharon Stone - Basic Instinct
  - Geena Davis - Ragazze vincenti (A League of Their Own)
  - Whoopi Goldberg - Sister Act - Una svitata in abito da suora (Sister Act)
  - Whitney Houston - Guardia del corpo (The Bodyguard)
  - Demi Moore - Codice d'onore (A Few Good Men)
- 1994: Janet Jackson - Poetic Justice
  - Angela Bassett - Tina - What's Love Got to Do with It (What's Love Got to Do with It?)
  - Demi Moore - Proposta indecente (Indecent Proposal)
  - Julia Roberts - Il rapporto Pelican (The Pelican Brief)
  - Meg Ryan - Insonnia d'amore (Sleepless in Seattle)
- 1995: Sandra Bullock - Speed
  - Jamie Lee Curtis - True Lies
  - Jodie Foster - Nell
  - Uma Thurman - Pulp Fiction
  - Meg Ryan - Amarsi (When a Man Loves a Woman)
- 1996: Alicia Silverstone - Ragazze a Beverly Hills (Clueless)
  - Sandra Bullock - Un amore tutto suo (While You Were Sleeping)
  - Michelle Pfeiffer - Pensieri pericolosi (Dangerous Minds)
  - Susan Sarandon - Dead Man Walking - Condannato a morte (Dead Man Walking)
  - Sharon Stone - Casinò (Casino)
- 1997: Claire Danes - Romeo + Giulietta di William Shakespeare (William Shakespeare's Romeo + Juliet)
  - Sandra Bullock - Il momento di uccidere (A Time to Kill)
  - Neve Campbell - Scream
  - Helen Hunt - Twister
  - Madonna - Evita
- 1998: Neve Campbell - Scream 2
  - Vivica A. Fox - I sapori della vita (Soul Food)
  - Helen Hunt - Qualcosa è cambiato (As Good as It Gets)
  - Julia Roberts - Il matrimonio del mio migliore amico (My Best Friend's Wedding)
  - Kate Winslet - Titanic
- 1999: Cameron Diaz - Tutti pazzi per Mary (There's Something About Mary)
  - Jennifer Love Hewitt - Giovani, pazzi e svitati (Can't Hardly Wait)
  - Jennifer Lopez - Out of Sight
  - Gwyneth Paltrow - Shakespeare in Love
  - Liv Tyler - Armageddon - Giudizio finale (Armageddon)

### Anni 2000-2009
- 2000: Sarah Michelle Gellar - Cruel Intentions - Prima regola non innamorarsi (Cruel Intentions)
  - Drew Barrymore - Mai stata baciata (Never Been Kissed)
  - Neve Campbell - Scream 3
  - Ashley Judd - Colpevole d'innocenza (Double Jeopardy)
  - Julia Roberts - Se scappi, ti sposo (Runaway Bride)
- 2001: Julia Roberts - Erin Brockovich - Forte come la verità (Erin Brockovich)
  - Aaliyah - Romeo deve morire (Romeo Must Die)
  - Kate Hudson - Quasi famosi (Almost Famous)
  - Jennifer Lopez - The Cell - La cellula (The Cell)
  - Julia Stiles - Save the Last Dance
- 2002: Nicole Kidman - Moulin Rouge!
  - Kate Beckinsale - Pearl Harbor
  - Halle Berry - Monster's Ball - L'ombra della vita (Monster's Ball)
  - Angelina Jolie - Lara Croft: Tomb Raider
  - Reese Witherspoon - La rivincita delle bionde (Legally Blonde)
- 2003: Kirsten Dunst - Spider-Man
  - Halle Berry - Agente 007 - La morte può attendere (Die Another Day)
  - Kate Hudson - Come farsi lasciare in 10 giorni (How to Lose a Guy in 10 Days)
  - Queen Latifah - Chicago
  - Reese Witherspoon - Tutta colpa dell'amore (Sweet Home Alabama)
- 2004: Uma Thurman - Kill Bill: Volume 1
  - Charlize Theron - Monster
  - Queen Latifah - Un ciclone in casa (Bringing Down the House)
  - Drew Barrymore - 50 volte il primo bacio (50 First Dates)
  - Halle Berry - Gothika
- 2005: Lindsay Lohan - Mean Girls
  - Uma Thurman - Kill Bill: Volume 2
  - Hilary Swank - Million Dollar Baby
  - Rachel McAdams - Le pagine della nostra vita (The Notebook)
  - Natalie Portman - La mia vita a Garden State (Garden State)
- 2008: Ellen Page - Juno
  - Amy Adams - Come d'incanto (Enchanted)
  - Jessica Biel - Io vi dichiaro marito e... marito (I Now Pronounce You Chuck And Larry)
  - Katherine Heigl - Molto incinta (Knocked Up)
  - Keira Knightley - Pirati dei Caraibi - Ai confini del mondo (Pirates of the Caribbean: At World's End)

- 2009: Kristen Stewart - Twilight

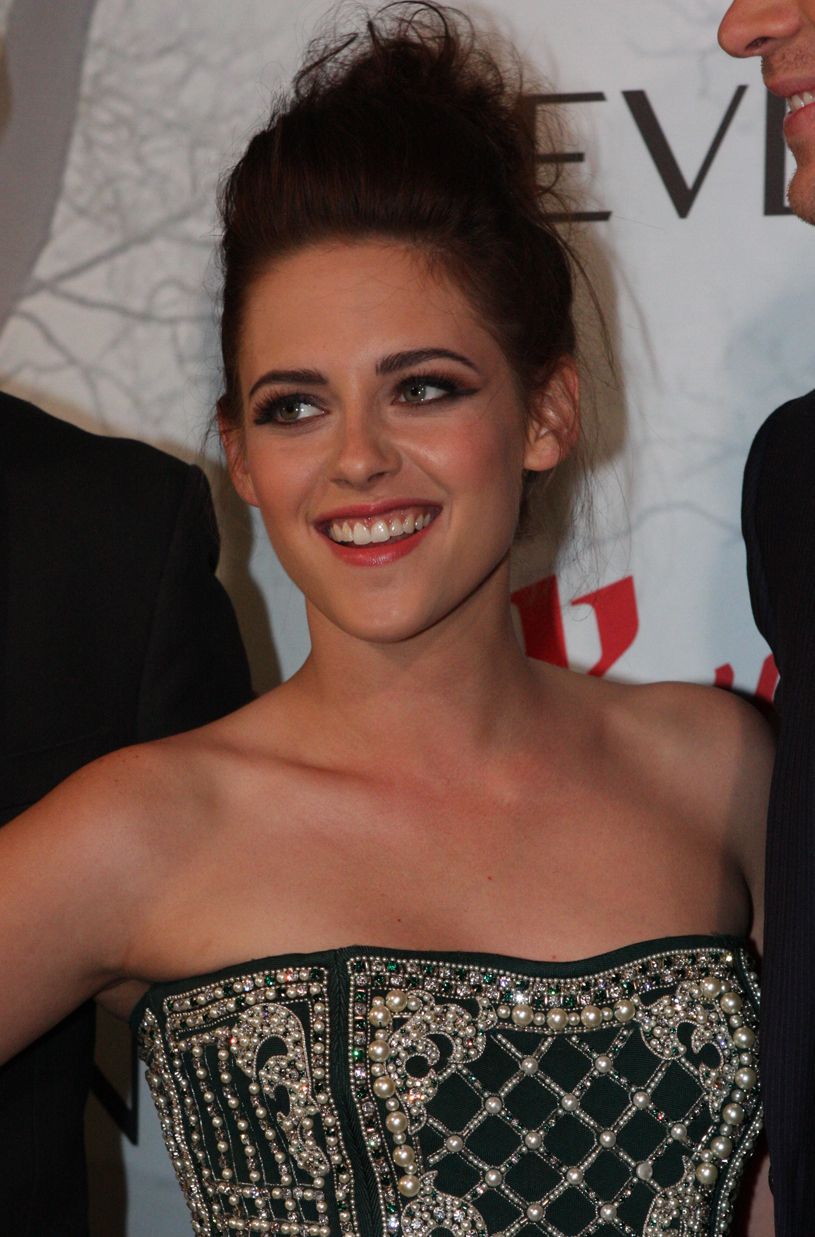
Kristen Stewart ha vinto per tre anni consecutivi, dal 2009 al 2011.

  - Angelina Jolie - Wanted - Scegli il tuo destino (Wanted)
  - Anne Hathaway - Bride Wars - La mia migliore nemica (Bride Wars)
  - Kate Winslet - The Reader - A voce alta (The Reader)
  - Taraji P. Henson - Il curioso caso di Benjamin Button (The Curious Case of Benjamin Button)

### Anni 2010-2016
- 2010: Kristen Stewart - The Twilight Saga: New Moon
  - Sandra Bullock - The Blind Side
  - Zoe Saldana - Avatar
  - Amanda Seyfried - Dear Johnn
  - Emma Watson - Harry Potter e il principe mezzosangue (Harry Potter and the Half-Blood Prince)
- 2011: Kristen Stewart - The Twilight Saga: Eclipse
  - Emma Stone - Easy Girl (Easy A)
  - Emma Watson - Harry Potter e i Doni della Morte - Parte 1 (Harry Potter and the Deathly Hallows - Part 1)
  - Jennifer Aniston - Mia moglie per finta (Just Go With It)
  - Natalie Portman - Il cigno nero (Black Swan)

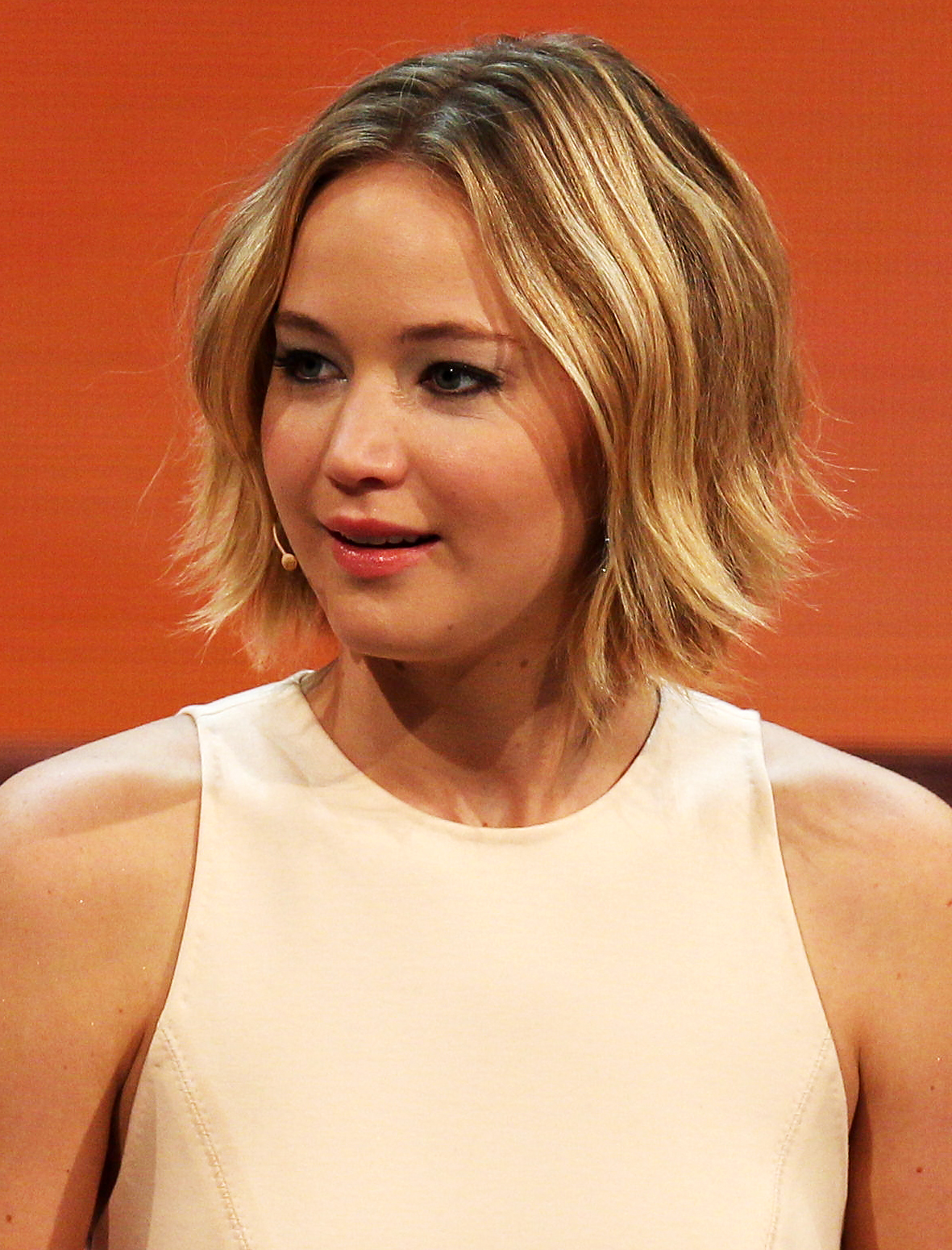
Jennifer Lawrence ha vinto per tre anni consecutivi, dal 2012 al 2014.

- 2012: Jennifer Lawrence - Hunger Games (The Hunger Games)
  - Kristen Wiig - Le amiche della sposa (Bridesmaids)
  - Emma Stone - Crazy, Stupid, Love
  - Emma Watson - Harry Potter e i Doni della Morte - Parte 2 (Harry Potter and the Deathly Hallows - Part 2)
  - Rooney Mara - Millennium - Uomini che odiano le donne (The Girl with the Dragon Tattoo)
- 2013: Jennifer Lawrence – Il lato positivo - Silver Linings Playbook (Silver Linings Playbook)
  - Anne Hathaway – Les Misérables
  - Emma Watson – Noi siamo infinito (The Perks of Being a Wallflower)
  - Mila Kunis – Ted
  - Rebel Wilson – Voices (Pitch Perfect)
- 2014: Jennifer Lawrence - Hunger Games: La ragazza di fuoco (The Hunger Games: Catching Fire)
  - Amy Adams - American Hustle - L'apparenza inganna (American Hustle)
  - Jennifer Aniston - Come ti spaccio la famiglia (We're the Millers)
  - Sandra Bullock - Gravity
  - Lupita Nyong'o - 12 anni schiavo (12 Years a Slave)
- 2015: Shailene Woodley - Colpa delle stelle (The Fault in Our Stars)
  - Jennifer Lawrence - Hunger Games: Il canto della rivolta - Parte 1 (The Hunger Games: Mockingjay - Part 1)
  - Emma Stone - Birdman
  - Reese Witherspoon - Wild
  - Scarlett Johansson - Lucy[2][3]
- 2016: Charlize Theron - Mad Max: Fury Road
  - Morena Baccarin - Deadpool
  - Anna Kendrick - Pitch Perfect 2
  - Jennifer Lawrence - Joy
  - Alicia Vikander - Ex Machina
  - Daisy Ridley - Star Wars - Il risveglio della Forza (Star Wars: The Force Awakens)